# Tännichtberg
Der Tännichtberg (461,2 m) ist ein Berg im Landkreis Bautzen in Sachsen. Er liegt nahe der tschechischen Grenze auf der Gemarkungsgrenze zwischen Sohland an der Spree und Wehrsdorf im Lausitzer Bergland.

## Geographie
Der Tännichtberg erhebt sich südlich von Wehrsdorf an der deutsch-tschechischen Grenze. Er ist Teil eines breiten Bergrückens der dritten Bergkette des Lausitzer Berglandes, aus dem sich mit der Prinz-Friedrich-August-Höhe (469 m) und dem Kinderberg (Liščí vrch, 480 m) im Süden und dem Petersberg (Srní, 463 m) im Westen weitere Gipfel annähernd gleicher Höhe erheben. Nach Norden hin fällt der Berg zum Tal des Kaltbaches und östlich zum Tal des Tännichtwassers; westlich bilden das Schwarzfloß und der Tännichtfluss einen sanften Grund. Das den Bergrücken bedeckende Waldgebiet „Tännicht“ ist wie der Schwarze Busch und der Brandbusch Teil des umfänglichen Grenzwaldes zwischen der Oberlausitz und Böhmen. Nordöstlich des Berges befindet sich der Tännichtteich, südwestlich unweit des Grenzknicks auf dem Kamm der Dreiherrenstein.
Am Fuße des Tännichtberges liegen im Norden Wehrsdorf, im Nordosten Pilzdörfel, im Osten Tännicht, im Südosten Obersohland, im Süden Neudorf und im Südwesten Röhrsdorf (Liščí).

## Geschichte
Das zwischen dem Wehrsdorfer und dem Röhrsdorfer Tal gelegene Tännicht blieb lange Zeit unbesiedelt. Erst zum Ende des 17. Jahrhunderts begannen die Herren von der Sahla mit der Besiedlung der zum Rittergut Obersohland gehörigen Fluren am Fuße des Tännichtberges. Im Quellgebiet des Tännichtwassers wurde nach Torf gegraben und östlich des Berges eine rege Teichwirtschaft betrieben. Auf dem Meilenblatt ist zu erkennen, dass zu Beginn des 19. Jahrhunderts sowohl die Torfgräberei als auch die meisten der Teiche bei Neuobersohland aufgegeben waren. Am Ost- und Südosthang des Tännichtberges wurden im 19. Jahrhundert Steinbrüche betrieben.
In den 1970er Jahren bauten die Sohlander Wintersportler am Osthang des Tännichtberges ein neues Wintersportzentrum auf, das die bisherigen Sportanlagen an der Schwarzen Koppe ersetzte. Zwischen 1969 und 1972 erfolgte der Bau der Tännichtschanze. 1975 entstand die Schülerschanze, außerdem wurde ein Abfahrtshang planiert und ein 375 m langer Hakenschlepplift errichtet. Die Schanzenbaude mit Gaststätte, Clubraum, Übernachtungsplätzen und Sauna wurde 1981 fertiggestellt. 1998 ließ die Gemeinde Sohland einen neuen Schlepplift errichten.